# Pentastiridius limbifer
Pentastiridius limbifer är en insektsart som först beskrevs av Hesse 1925.  Pentastiridius limbifer ingår i släktet Pentastiridius och familjen kilstritar. Inga underarter finns listade i Catalogue of Life.